# Joseph Marchand (peintre)
Pour les articles homonymes, voir Joseph Marchand et Marchand.
Joseph Martin Marchand, né le 27 août 1758 à Marseille, où il est mort le 22 novembre 1843, est un peintre français.

## Biographie
Fils de Louis Marchand et Marguerite Forty, Joseph Marchand vécut au 5, rue des Princes à Marseille et fut tour à tour organiste à l’église des Prêcheurs, sculpteur à l’arsenal de Toulon puis  peintre.
Face aux dégradations engendrées sur le patrimoine durant la Révolution française, il entreprend le relevé des monuments sous la forme d'un portefeuille de dessins. Pour prendre à la hâte ces croquis dans un contexte particulièrement délétère, Joseph Marchand doit recourir à des subterfuges comme s’engager dans l’armée et se porter volontaire pour monter la garde parmi les soldats[réf. nécessaire].